# Шмидт, Альфред (немецкий коммунист)
Альфред Шмидт (нем. Alfred Schmidt; 24 ноября 1891, Винтерсдорф (Мойзельвиц) — 9 октября 1985, Франкфурт-на-Майне) — немецкий коммунистический политик и профсоюзный деятель. Активист КПГ и оппозиционной компартии. Участник антинацистского Сопротивления, заключённый Заксенхаузена. Активист СЕПГ в Советской зоне оккупации. Репрессирован советскими оккупационными властями за оппозиционные выступления, приговорён к смертной казни с заменой на заключение в восточногерманской тюрьме, затем в ГУЛАГе. Освобождён по амнистии, жил в ФРГ.

## Рабочий-марксист. Коммунистический активист
Родился в многодетной семье сапожника. Работал на пивоваренном заводе и на железной дороге. С 17-летнего возраста состоял в марксистской СДПГ. В 1912 Альфред Шмидт был призван на военную службу, до 1918 участвовал в Первой мировой войне.
С 1917 состоял в леворадикальной Независимой социал-демократической партии. Во время Ноябрьской революции вступил в «Союз Спартака». С 1919 член Коммунистической партии Германии. Более двух лет провёл в тюрьме за подпольную коммунистическую деятельность.
После освобождения в 1924—1928 Шмидт был депутатом земельного парламента Тюрингии, руководителем эрфуртской организации КПГ. В 1928 был избран от КПГ в ландтаг Пруссии.
Альфред Шмидт выступал за единство рабочего движения против нацистской опасности. Он был несогласен с решениями VI конгресса Коминтерна и добивался единого фронта коммунистов с социал-демократами в противостоянии НСДАП. Результатом стало исключение из КПГ в декабре 1928 за «правый уклон». После этого Шмидт присоединился к брандлеровской Оппозиционной Коммунистической партии и стал членом её руководства.

## Заключённый Третьего рейха. Антинацистское подполье
После прихода к власти нацистов 30 января 1933 Альфред Шмидт возглавлял антигитлеровское подполье в Эрфурте. В 1934 был арестован, но через два месяца освобождён. Вторично арестован в 1935, до 1939 находился в концлагере Заксенхаузен.
После освобождения работал угольщиком и строителем. В 1943 установил связь с лейпцигской коммунистической группой Сопротивления Отто Энгерта и Георга Шумана — тоже бывших активистов оппозиционной компартии.

## СЕПГ и профсоюз. Тюрьма и ГУЛАГ
С 1945 Альфред Шмидт находился в советской зоне оккупации и выступал за ускоренное «строительство социализма». Поддержал принудительное слияние КПГ и СДПГ, вступил в СЕПГ. Возглавлял региональный профсоюз работников пищевой промышленности.
В то же время Альфред Шмидт отстаивал социальные права рабочих и добивался улучшения их материального положения. Это входило в противоречие с репарационными изъятиями в пользу СССР. Шмидт открыто критиковал политику советских оккупационных властей. Он требовал соблюдения принципов пролетарского интернационализма, настаивал на извлечении уроков из прежних ошибок КПГ.
31 августа 1947 Альфред Шмидт был исключён из СЕПГ как бывший «брандлерист». 6 июля 1948 он был арестован и предстал перед советским военным трибуналом. 2 декабря 1948 трибунал приговорил Альфреда Шмидта к расстрелу за антисоветскую пропаганду. Однако смертная казнь была заменена 25 годами заключения.
Вначале Шмидт был помещён в тюрьму Баутцена (ранее использовалась нацистами для изоляции политических противников), затем отправлен в советский ГУЛАГ. Из-за идейно-политических разногласий конфликтовал с заключёнными-антикоммунистами.

## Освобождение. Жизнь в ФРГ
В 1956, после XX съезда КПСС и нормализации советско-западногерманских отношений, Альфред Шмидт был освобождён и переехал в ФРГ. Работал на сталелитейном заводе Salzgitter AG.
Подозревался в связях с Штази и КГБ (из-за декларирования коммунистических взглядов в баутценской тюрьме), по этой причине проходил прокурорскую проверку. Однако эти подозрения никак не подтвердились. Примыкал к небольшим коммунистическим организациям. Скончался в благотворительном доме для престарелых в возрасте 93 лет.

## Интерес историков. Парадокс судьбы
Судьба Альфреда Шмидта привлекает заинтересованное внимание германских историков и публицистов. О нём написаны биографические очерки, ему отведено значительное место в монографиях о коммунистической оппозиции и репрессиях в ГДР.
За долгую жизнь Альфреда Шмидта в Германии сменилось пять политических режимов — кайзеровская монархия, Веймарская республика, Третий рейх, ГДР (в форме советской зоны оккупации), ФРГ. Со всеми государствами Шмидт находился в конфликте из марксистско-коммунистических взглядов. Веймарский, нацистский и коммунистический режимы подвергали его репрессиям. При этом именно от единомышленников-коммунистов Альфред Шмидт получил наиболее суровое наказание и отбыл в заключении 8 лет, вдвое больше, чем при Гитлере. Без угрозы для жизни и свободы он мог исповедовать свои коммунистические идеалы только в ФРГ.